# Wé (îles Loyauté)
Pour les articles homonymes, voir Wé.

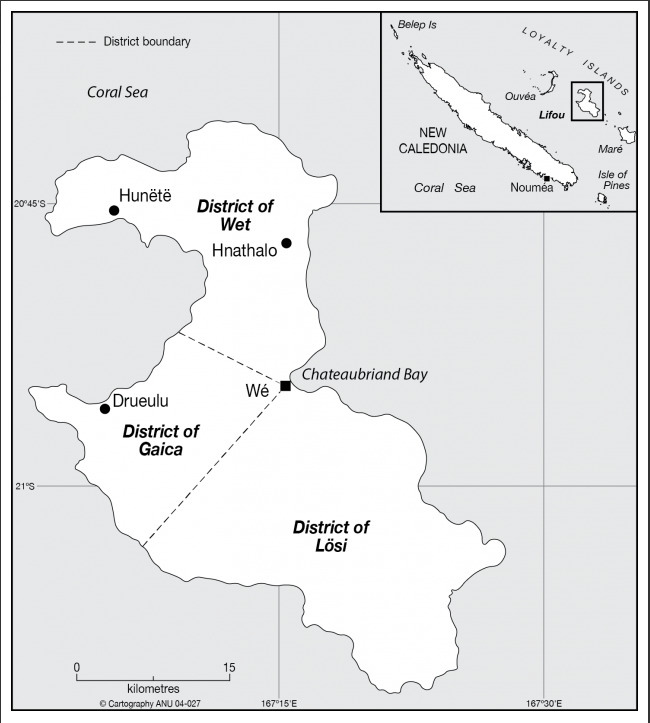
Carte avec Wé dans l'intersection des trois districts

Wé est une ville de la municipalité de Lifou dans la province des îles Loyauté, en Nouvelle-Calédonie.
Wé est le chef-lieu des îles Loyauté. Elle se situe sur la baie de Châteaubriand, à l'Est de l'île de Lifou, dont elle constitue le centre administratif (Hôtel de la Province, Tribunal, Poste centrale, Hôtel de Ville, etc.).
Il s'agit du seul espace non coutumier de l'île, situé à l'intersection de ses trois districts : Gaitcha, Wetr et Lossi. Il ne s'agit toutefois pas d'une commune, mais uniquement d'un lieu-dit sans réelle existence administrative.

## Histoire
Espace non coutumier, Wé était partagé entre trois tribus appartenant aux trois districts : Qanono pour Gaica, Luecila pour Wetr et Hnase pour Lossi. C'était le lieu traditionnel des affrontements tribaux, jusqu'à l'évangélisation de l'île au milieu du XIXe siècle. C'est à Wé que l'évangéliste des îles Cook, Fao fonda la première mission protestante. C'est également l'une des raisons pour lesquelles ce terrain fut accordé aux Européens pour l'implantation de leur centre administratif.